# الجزائر في الألعاب الأولمبية الصيفية 1968
الجزائر في الألعاب الأولمبية الصيفية 1968 شاركة الجزائر في ألعاب أولمبية صيفية 1968 بمكسيكو ب 3 ريلضي في 2 رياضات ولم تفز بأي ميدالية